# بوساد هوچه
بوساد هوچه (انگلیسی: Boussad Houche؛ زادهٔ ۶ مهٔ ۱۹۸۲) بازیکن فوتبال اهل الجزایر است.